# Rewa (Distrikt)
Der Distrikt Rewa (Hindi रीवा ज़िला) ist ein Distrikt in der historischen Region Baghelkhand im Nordosten des zentralindischen Bundesstaats Madhya Pradesh. Verwaltungszentrum ist Stadt Rewa.

## Geografie
Nachbardistrikte sind im Südosten der Distrikt Singrauli, im Süden der Distrikt Sidhi und im Südwesten und Westen der Distrikt Satna; im Nordwesten, Norden und Nordosten grenzt der Distrikt an den Bundesstaat Uttar Pradesh.
Der Distrikt Rewa liegt in den nordöstlichen Ausläufern des Vindhyagebirges. Die durchschnittliche Höhe beträgt zwischen 150 (am Tamsa-Fluss) und 350 m. Der Tamsa-River ist der einzige größere Fluss des Distrikts.
Naturräumlich gliedert sich der Distrikt in fünf Gebiete. Er besteht aus den Höhenzügen Kymore Range und Binjh Ranges, dem Abhang von den Binjh Ranges hinunter in die Tiefebene, der Tiefebene um Teonthar im Norden des Distrikts und der Hochebene von Rewa, die den größten Teil des Distrikts ausmacht und zwischen den beiden Höhenzügen liegt. Die durchschnittliche jährliche Niederschlagsmenge schwankte in den letzten Jahren stark. Davon fallen jedoch etwa 90 % während der sommerlichen Monsunzeit (zweite Juniwoche bis Ende September). In den Monaten Juli bis September ist die Luftfeuchtigkeit sehr hoch. Am wärmsten ist es in den Monaten April bis Juni. Von der Fläche des Distrikts sind rund 16,5 % (1044 km²) bewaldet.

## Bevölkerung

### Einwohnerentwicklung
In den ersten Jahrzehnten des 20. Jahrhunderts wuchs die Bevölkerung relativ schwach. Dies wegen Seuchen, Krankheiten und Hungersnöten. Seit der Unabhängigkeit Indiens hat sich die Bevölkerungszunahme beschleunigt. Seit 1951 war in den jeweils zehn Jahren zwischen den einzelnen Volkszählungen ein sehr starkes Wachstum zu verzeichnen. Während die Bevölkerung in der ersten Hälfte des 20. Jahrhunderts um rund 36 % zunahm, betrug das Wachstum in den fünfzig Jahren zwischen 1961 und 2011 206 %. Die Bevölkerungszunahme zwischen 2001 und 2011 lag bei 19,86 % oder rund 392.000 Menschen. Offizielle Bevölkerungsstatistiken der heutigen Gebiete sind seit 1901 bekannt und veröffentlicht.
| Jahr      | 1901    | 1911   | 1921   | 1931    | 1941    | 1951    | 1961    | 1971    | 1981      | 1991      |
| Einwohner | 464.916 | 496116 | 480318 | 512.530 | 586.544 | 633.824 | 772.602 | 977.894 | 1.207.583 | 1.554.987 |

### Bedeutende Orte
Im Distrikt gibt es insgesamt 13 Orte, die als Städte (towns und census towns) gelten. Dennoch ist der Anteil der städtischer Bevölkerung im Distrikt gering. Denn nur 395.785 der 2.365.106 Einwohner oder 16,73 % leben in städtischen Gebieten. Mit Abstand größte Siedlung ist der Hauptort Rewa mit 235.654 Einwohnern. Die drei weiteren Orte mit mehr als 15.000 Einwohnern sind:
Weitere Orte mit (2011) mehr als 10.000 Einwohnern sind Gurh (14.608 Einwohner), Mangawan (13.700 Einwohner), Semaria (13.446 Einwohner), Sirmour (Sirmaur) (11.878 Einwohner), Chakghat (10.678 Einwohner), Govindgarh (10.547 Einwohner), Naigarhi (10.404 Einwohner) und  Baikunthpur (10.282 Einwohner).

### Volksgruppen
In Indien teilt man die Bevölkerung in die drei Kategorien general population, scheduled castes und scheduled tribes ein. Die scheduled castes (anerkannte Kasten) mit (2011) 383.508 Menschen (16,22 Prozent der Bevölkerung) werden heutzutage Dalit genannt (früher auch abschätzig Unberührbare betitelt). Die scheduled tribes sind die anerkannten Stammesgemeinschaften mit (2011) 311.985 Menschen (13,19 Prozent der Bevölkerung), die sich selber als Adivasi bezeichnen. Zu ihnen gehören in Madhya Pradesh 46 Volksgruppen. Mehr als 5000 Angehörige zählen die Kol (264.276 Personen oder 11,17 % der Distriktsbevölkerung) und Gond (19.765 Personen oder 0,83 % der Distriktsbevölkerung).

## Wirtschaft
Der Distrikt Rewa ist immer noch in hohem Maße landwirtschaftlich geprägt; lediglich am Rand der Großstadt Rewa gibt es Kleinindustrien (Zement, Papier, Plastik etc.). Kalkstein und Eisenerz sind die wichtigsten Rohstoffe, die abgebaut werden.
In der Landwirtschaft werden hauptsächlich Weizen, Reis, Gemüse, Straucherbsen, Sojabohnen, Sorghumhirse und Mais angebaut. Hinzu kommt die Viehhaltung mit hunderttausenden von Tieren (meist Rinder, Büffel, Ziegen und Schafe).

## Verkehr
Nur die Stadt Rewa verfügt über einen Bahnanschluss. Die wichtigsten überregionalen Straßenverbindungen sind der National Highway 7, der National Highway 27 und der National Highway 39.

## Verwaltungsgliederung
Der Distrikt Rewa ist in elf Verwaltungsbezirke (Tehsils oder Subdivisions) unterteilt: Huzur, Hanumana, Teonthar, Mangawan, Jawa, Sirmour, Mauganj, Naigarhi, Semaria, Gurh und Raipur-Karchuliyan. Er besteht aus zwölf Städten und 2817 Dörfern.

## Geschichte

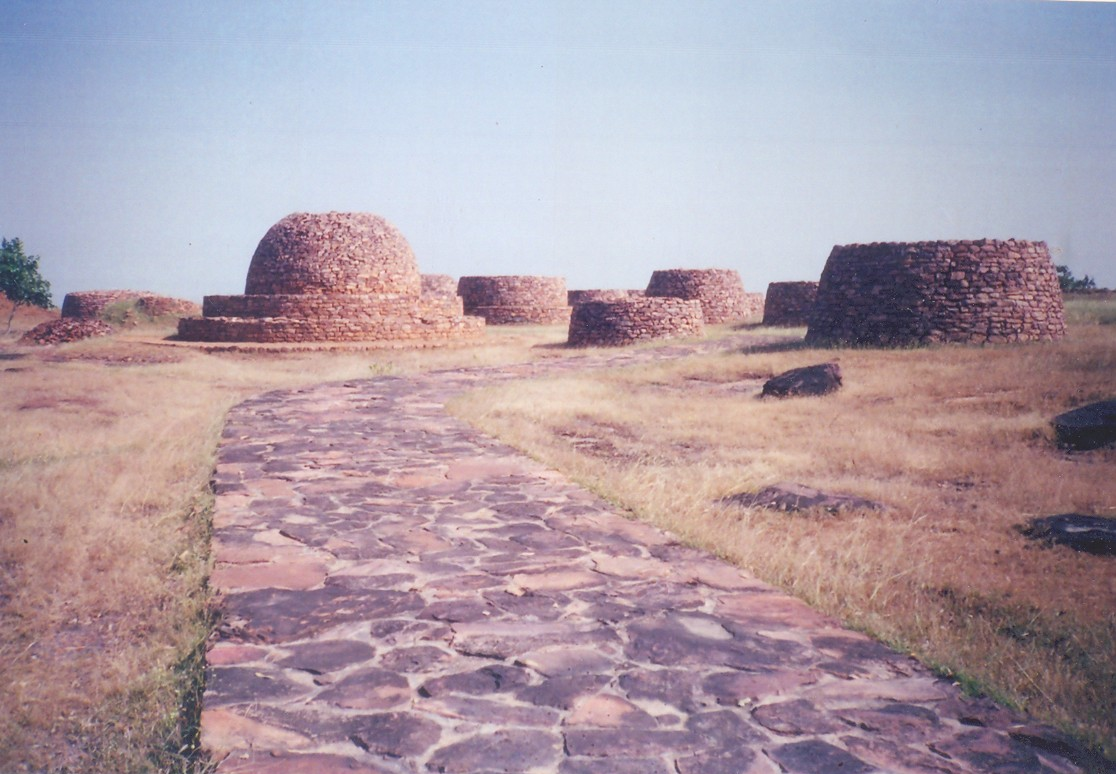
Stupas in Deur Kothar

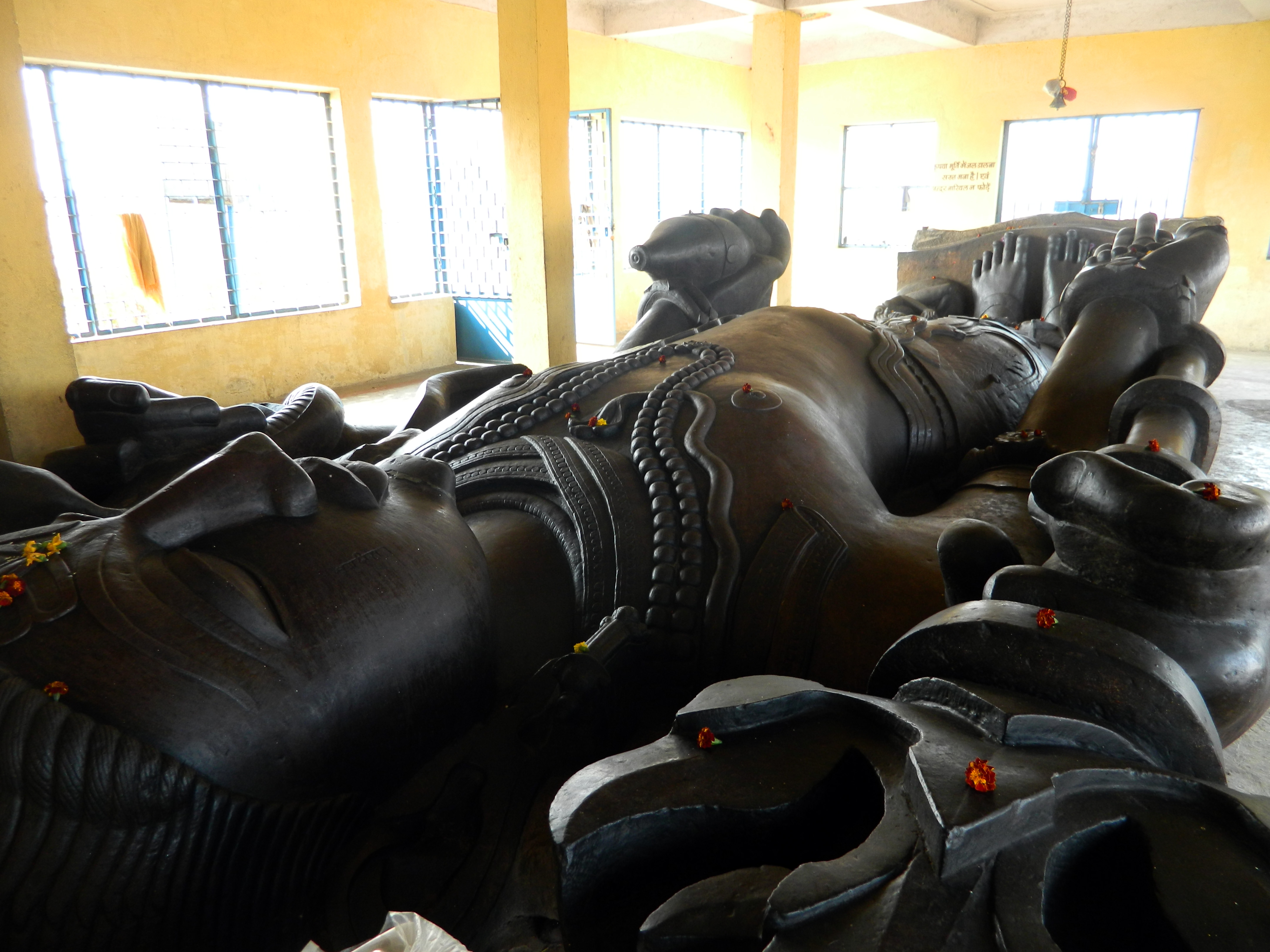
Bhairava-Tempel, Gurh

Die Region um Rewa gehörte 3. und 2. Jahrhundert v. Chr. zum Maurya-Reich und im 4./5. Jahrhundert n. Chr. zum Gupta-Reich, welches später von den Königen der Kalachuri-Dynastie abgelöst wurde. Im Hochmittelalter übernahmen die Gond-Herrscher die Macht; sie gerieten jedoch ab 1577 unter den politischen und kulturellen Einfluss des Mogul-Reiches unter Akbar I. Im 14. Jahrhundert wanderten die aus Gujarat stammenden Bagheli-Rajputen zu. Im 17. und 18. Jahrhundert geriet die Region unter den Einfluss der Marathen; seit der Mitte des 19. Jahrhunderts stand das zum Fürstenstaat Rewa gehörende Gebiet unter britischer Kontrolle. Nach der Unabhängigkeit Indiens (1947) gehörte die Region zu den Fürstenstaaten der Central Provinces, aus denen in den Jahren 1950 bis 1956 der Bundesstaat Madhya Pradesh hervorging.

## Sehenswürdigkeiten
Im gesamten Distrikt Rewa gibt es nur einen Platz von größerer kulturhistorischer Bedeutung – das ca. 65 km nordöstlich der Stadt Rewa gelegene Deur Kothar (auch Deorkothar, 24° 55′ 35″ N, 81° 39′ 47″ O), dessen Stupas in die Zeit Kaiser Ashokas oder kurz danach, d. h. ins 3. oder 2. Jahrhundert v. Chr., datiert werden. Mittelalterliche Tempel oder Forts gibt es nicht; bedeutendste Sehenswürdigkeiten sind der im 18. oder 19. Jahrhundert erbaute Palast der Fürsten von Rewa im Govindghar-Fort sowie die etwa zur gleichen Zeit entstandene 4,50 m lange Liegefigur Shivas (hier als Bhairava bezeichnet) im ca. 20 km östlich gelegenen Ort Gurh (oder Gudh).